# Vanessa terpsichore
Vanessa terpsichore ist ein Schmetterling (Tagfalter) der Gattung Vanessa aus der Familie der Edelfalter (Nymphalidae), der in Chile vorkommt. Das Epitheton terpsichore kommt vom griechischen Τερψιχόρη und bedeutet ‚die Reigenfrohe‘, oder ‚die Tanzfreudige‘ (Betonung lateinisch und deutsch auf dem i: Terpsichore). Es bezeichnet eine der neun Musen, die allesamt Töchter des Zeus und der Mnemosyne sind.

## Merkmale
Vanessa terpsichore hat eine Vorderflügellänge von 23 bis 27 Millimeter bei den Männchen und von 25 bis 28 Millimeter bei den Weibchen. Im Gegensatz zu V. annabella und V. carye ist bei ihr bei beiden Geschlechtern der helle Balken vor dem Apex der Vorderflügeloberseite lohfarben und nicht weiß. Deutlicher unterscheidet sie sich von den beiden Arten durch ein winkliges, schmales, schwarzes Band, das auf der Hinterflügeloberseite von der Costa zum Hinterrand vor den Augenflecken verläuft. Von allen anderen Arten unterscheidet sie sich dadurch, dass sie nur zwei statt vier Augenflecke hat. Einzige Ausnahmen sind manche Falter von V. braziliensis.
Die Hinterflügelunterseite unterscheidet sich deutlich von anderen Arten. Sie hat ein reineres Braun und ist weniger stark gewässert und marmoriert. Der Vorderrand ist zu zwei Dritteln gelb und eine gelbe Binde reicht bis zur Flügelmitte, wo sie mit einem weißen Saum aufhört. Die beiden Augenflecke der Oberseite wiederholen sich auf der Unterseite deutlich und sind größer und mit einem gelben Ring eingefasst.
Über die Präimaginalstadien ist nichts bekannt.

## Geographische Verbreitung
Vanessa terpsichore kommt in Chile von der Región de Atacama bis zur Región de Aysén vor. Angebliche Sichtungen aus Kolumbien und Ecuador bedürfen einer Überprüfung.

### Synonyme
- Vanesja [sic] terpsichore Philippi, 1859
- Vanessa terpsichore Philippi, 1860
- Pyrameis terpsichore, Kirby, 1871
- Payrameis [sic] terpsichore, Reed, 1877
- Pyrameis virginiensis, (Drury), Berg nicht Drury [eine Fehlbestimmung], 1882
- Pyrames [sic] iterpsichore, Ureta [eine Falschschreibung von Pyrameis terpsichore], 1935
- Cynthia terpsichore, Field, 1971[2]